# Jan Henriksen
Jan Henriksen (* 15. April 1946 in Skien; † 30. September 2017) war ein norwegischer Radrennfahrer und nationaler Meister im Radsport.

## Sportliche Laufbahn
Henriksen war im Straßenradsport aktiv. Er war Teilnehmer der Olympischen Sommerspiele 1972 in München. Im olympischen Straßenrennen kam er beim Sieg von Hennie Kuiper nicht ins Ziel.
1969 gewann er mit Leif Yli, Tor M. Gunstad und Hans Sigvart Realfsen die nationale Meisterschaft im Mannschaftszeitfahren. Mit der Nationalmannschaft bestritt er das britische Milk Race. Er startete für den Verein Grenland Cykleklubb.